# Cerro Perote
Cerro Perote är en ort i Mexiko.   Den ligger i kommunen Siltepec och delstaten Chiapas, i den sydöstra delen av landet, 800 km sydost om huvudstaden Mexico City. Cerro Perote ligger 1 441 meter över havet och antalet invånare är 211.
Terrängen runt Cerro Perote är bergig norrut, men söderut är den kuperad. Runt Cerro Perote är det ganska glesbefolkat, med 42 invånare per kvadratkilometer. Närmaste större samhälle är Chicomuselo, 18,8 km nordost om Cerro Perote. I omgivningarna runt Cerro Perote växer huvudsakligen savannskog.